# Crash Bandicoot 3: Warped
Crash Bandicoot: Warped (conegut a Europa i Austràlia com a Crash Bandicoot 3: Warped) és un videojoc de plataformes desenvolupat per Naughty Dog i editat per Sony Computer Entertainment el 1998 sobre PlayStation. El joc va ser reeditat per la gamma Greatest Hits el 23 d'agost de 1999 i The Best for Family el 14 d'octubre de 1999, així com per la gamma Platinum l'any 2000. Va ser igualment disponible sobre PlayStation Store des de setembre 2007 al Japó i 2008 a Amèrica del Nord i a Europa. És el tercer episodi de la sèrie Crash Bandicoot, debutada l'any 1996.
L'argument del joc és la continuació directa del seu predecessor, Crash Bandicoot 2: Cortex Strikes Back. Les ruïnes d'una estació espacial anomenada Cortex Vortex, pertanyent al Metge Neo Cortex, s'aixafen sobre la Terra i alliberen una entitat malèfica coneguda sota el nom d'Uka Uka. Aquesta última, en col·laboració amb Cortex i el Metge Nefarious Tropy, preveu recuperar poderosos cristalls disseminats en el temps i utilitzar la seva energia per dominar el món. El joc segueix les aventures de Crash Bandicoot i de la seva germana Coco Bandicoot en el seu viatge a través del temps per recuperar els cristalls abans que els seus enemics. En efecte, el tercer opus de la sèrie fa viatjar els dos herois en els diferents períodes del temps, anant des de la Prehistòria al futur, passant per l'edat mitjana i l'Atlàntida.
Crash Bandicoot: Warped va ser elogiat per la crítica, destacant la qualitat del joc en diverses àrees, com ara la jugabilitat, els gràfics i l'àudio. El joc va arribar a vendre prop de 6 milions d'unitats, convertint-lo en un dels videojocs més venuts per a PlayStation. Al Japó, el joc va superar les vendes dels seus dos predecessors i es va convertir en el primer títol de PlayStation no japonés que va vendre més d'un milió de còpies al país. Se'n va incloure una versió remasteritzada a la col·lecció Crash Bandicoot N. Sane Trilogy, publicada per a PlayStation 4 el juny de 2017 i portada a altres plataformes un any després. Amb més de 7,13 milions d'exemplars venuts, el joc és el setè joc el més venut de PlayStation.
Una seqüela, Crash Bandicoot: The Wrath of Cortex, es va estrenar el 2001. Tanmateix, el 2020 es va llançar Crash Bandicoot 4: It's About Time, que suposava una retcon dels jocs que van seguir originalment a Warped.

## Desenvolupament
La producció de Warped va començar el gener de 1998, i Naughty Dog només disposava de deu mesos i mig i un pressupost de més de 2 milions de dòlars per completar el joc. Els programadors Andy Gavin, Stephen White i Greg Omi van crear tres nous motors de joc. Dos dels tres nous motors eren de naturalesa tridimensional i es van crear per als nivells d'avió i moto d'aigua; el tercer nou motor es va crear per als nivells de moto a l'estil d'un simulador de conducció. Els nous motors combinats constitueixen un terç del joc, mentre que els altres dos terços del joc consisteixen en el mateix motor utilitzat en els jocs anteriors. Jason Rubin va explicar que el motor i l'estil de joc clàssic es van conservar a causa de l'èxit dels dos jocs anteriors, ja que no es volia abandonar als jugadors que havien gaudit de les entregues anteriors. Es va introduir un sistema de joc que obligava a superar els nivells en un temps delimitat per tal de donar als jugadors una raó per tornar al joc després de finalitzar-lo.
La banda sonora del joc va ser produïda per David Baggett i Mark Mothersbaugh i composta per Josh Mancell de Mutato Muzika. Els efectes de so van ser creats per Mike Gollum, Ron Horwitz i Kevin Spears d'Universal Sound Studios. Clancy Brown va realitzar el doble paper del Doctor Neo Cortex i Uka Uka, mentre que Brendan O'Brien ho feu amb el Doctor N. Gin i Tiny the Tiger. A més, Michael Ensign feu la veu de Doctor Nefarious Tropy, William Hootkins la de Dingodile i Mel Winkler va ser la veu d'Aku Aku. Una xicoteta mostra dels nivells del joc tingué un espai destacat a l'estand de Sony a l'Electronic Entertainment Expo a Atlanta, Geòrgia. Per aquella època, la indústria dels videojocs es va preguntar si Crash Bandicoot: Warped era més del mateix que el lliurament anterior. El llançament de Crash Bandicoot: Warped va anar acompanyat de campanyes de màrqueting de Sony i Pizza Hut. La versió japonesa de Crash Bandicoot: Warped va ser un dels primers videojocs compatible amb la PocketStation, un perifèric que baixa minijocs de jocs de PlayStation. Una demostració del joc d'Insomniac Games Spyro the Dragon està disponible al producte final i es pot accedir introduint un codi de trucs a la pantalla del títol.